# Louis-Pierre Anquetil
Louis-Pierre Anquetil (20 de gener de 1723 - 5 de setembre de 1808) fou un historiador francès.
Nascut de pare botiguer, entrà el 1741 a la Congrégation de France a Sainte-Catherine de París, on fou ordenat capellà i ensenyant de teologia i belles lletres. Fou nomenat director del seminari de Reims i publicà el 1756 la seva primera obra: Histoire civile et politique de la ville de Reims.
El 1759 fou capellà prior a l'Abadia de la Roë a Anjou, després fou nomenat director del col·legi de Senlis, on escrigué Esprit de la Ligue. El 1766 deixà l'ensenyament per esdevenir capellà prior de Château-Renard al Loiret, i més endavant, el 1790, capellà a La Villette, prop de París.
Empresonat durant el Terror a la presó de Saint-Lazare, abandonà les seves funcions eclesiàstiques el 1793. Fou escollit membre de l'Académie des inscriptions et belles-lettres el 1795, i de seguida entrà al Ministeri d'Afers Estrangers i publicà l'obra Motifs des guerres et des traités de paix de la France el 1797. Per demanda de Napoleó, començà a escriure la monumental Histoire de France, que fou continuada per altres historiadors com el comte de Vaublanc.

## Obres
- Histoire civile et politique de la ville de Reims (3 volums, 1756).
- L'Esprit de la Ligue, ou histoire politique des troubles de France, pendant les XVIème et XVIIème siècles (3 volums, 1767).
- Vie du maréchal duc de Villars, écrite par lui-même, et donnée au public par M. Anquetil (4 volums, 1784).
- L'Intrigue du Cabinet, sous Henri IV et Louis XIII, acabat per la Fronde (4 volums, 1780).
- Louis XIV, sa cour et le Régent (4 volums, 1789).
- Motifs des guerres et des traités de paix de la France pendant les règnes de Louis XIV, Louis XV et Louis XVI, depuis la paix de Westphalie, en 1648, jusqu'à celle de Versailles, en 1783 (1797). Text en línia:
- Précis de l'histoire universelle, ou Tableau historique présentant les vicissitudes des nations (9 volums, 1799). Text en línia (3 primers volums) : ,  et
- Notice sur la vie de M. Anquetil du Perron (1804).
- Histoire de France depuis les Gaulois jusqu'à la fin de la monarchie (14 volumes, 1805).